# John de Burgh
John de Burgh (circa 1286 - Galway, 18 juni 1313) was een Ierse edelman.

## Levensloop
John de Burgh was de oudste zoon en erfgenaam van Richard de Burgh, de machtige graaf van Ulster, uit diens huwelijk met Margaretha de Burgh. 
Op 30 september 1308 huwde hij in Waltham Abbey in Essex met Elisabeth de Clare (1295-1360). Deze laatste was de zus van Gilbert de Clare, graaf van Gloucester en Hertford en een van de machtigste edelen van Engeland. Gilbert zelf was gehuwd met Johns zus Maud.
Na de huwelijksceremonie keerde John alleen terug naar Ierland. Zijn echtgenote Elisabeth vervoegde hem pas op 15 oktober 1309, kort na haar veertiende verjaardag. Uit hun huwelijk werd een zoon geboren: William de Burgh (1312-1333), die in 1327 huwde met Mathilde van Lancaster, dochter van graaf Hendrik van Lancaster.
In juni 1313 werd John de Burgh gedood tijdens een schermutseling nabij Galway. Aangezien hij voor zijn vader was gestorven, werd zijn jonge zoon William de nieuwe erfopvolger van het graafschap Ulster.